# Åsne Seierstadová
Åsne Seierstadová (* 10. února 1970 Oslo) je norská novinářka a spisovatelka, známá díky svým knižním reportážím mapujícím každodenní život ve válečných zónách – v Kosovu, Afghánistánu, Iráku či Čečensku.

## Život
Åsne Seierstadová se narodila v norském v hlavním městě, ale vyrostla v Lillehammeru. Studovala ruštinu, španělštinu a dějiny filozofie na Univerzitě v Oslu. Od roku 1993 do roku 1996 pracovala pro časopis Arbeiderbladet jako korespondentka z Ruska a v roce 1997 referovala o událostech v Číně. Od roku 1998 do roku 2001 pracovala pro veřejnoprávní rozhlas a televizi NRK. Byla vyslána například do separatistické srbské provincie Kosovo. Výsledkem byla její první kniha: Med ryggen mot Verden: Portretter fra Serbia (Zády k světu: Portréty Srbska), která vyšla v roce 2000. Známé jsou také její reportáže po útocích 11. září 2001 ve Spojených státech.
Poté pracovala již na volné noze. Druhá její reportážní kniha, bestseller Bokhandleren i Kabul (Knihkupec z Kábulu) zaznamenala období po pádu Tálibánu, které prožila s jednou afghánskou rodinou. Kniha byla přeložena do více než čtyřiceti jazyků a v Norsku se stala nejprodávanější knihou všech dob, s více než dvěma miliony prodaných exemplářů. Provázel ji ovšem soudní spor a obvinění z narušení soukromí hlavního hrdiny vylíčeného v knize. Další kniha Honderd-en-een dag in Bagdád (Sto a jeden den v Bagdádu) popisuje tři měsíce strávené v Iráku v době invaze pod vedením USA roku 2003. Kniha De krenkede: historier fra Tsjetsjenia (Napadení: Příběhy z Čečenska) je reportáží z poválečného Čečenska.
Později se Seierstadová rozhodla zaměřit více na vlastní norskou společnost. Knižní reportáž En av oss: En fortelling om Norge (Jeden z nás: příběh o Norsku) vyšla v roce 2015. Popisuje teroristický útok pravicového extremisty Anderse Breivika. Stala se námětem filmového dramatu s názvem 22 July, který natočila streamovací služba Netflix. V roce 2016 vydala další reportážní knihu To søstre (Dvě sestry), v níž mapuje motivaci mladých lidí, potomků přistěhovalců, kteří se přidávají na stranu těch nejradikálnějších islamistů a k teroristickým skupinám.
Mluví plynule pěti jazyky a rozumí dalším čtyřem. V současnosti žije v Oslo.